# Paraprionospio tamaii
Paraprionospio tamaii är en ringmaskart som beskrevs av Delgado-Blas 2004. Paraprionospio tamaii ingår i släktet Paraprionospio och familjen Spionidae. Inga underarter finns listade i Catalogue of Life.